# Michel Joachim Marie Raymond
Pour les articles homonymes, voir Raymond.
 (août 2018).
Si vous disposez d'ouvrages ou d'articles de référence ou si vous connaissez des sites web de qualité traitant du thème abordé ici, merci de compléter l'article en donnant les références utiles à sa vérifiabilité et en les liant à la section « Notes et références ».
Michel Joachim Marie Raymond est un général français, né à Sérignac, près d'Auch, en 1755 et mort à Hyderabad en 1798.

## Biographie
Tout jeune encore, en 1775, il se rendit en Inde. Après avoir servi dans l'armée française sous Bussy, il passa en 1786 au service de Nizam-Ali, souverain du Deccan, qui lui donna le commandement en chef de ses troupes. 
Il réussit à persuader à Nizam-Ali de se rattacher à la cause de Tipû Sâhib. Raymond créa une armée de 14 000 hommes, y fit entrer un assez grand nombre de Français après la prise de Pondichéry par les Anglais (1793) et prit, l'année suivante, le commandement de cette armée contre les Mahrattes, qui avaient déclaré la guerre à Nizam-Ali à l'instigation du gouvernement britannique. En 1796, il comprima la révolte du fils de Nizam. 
Raymond meurt subitement par une courte maladie. Un de ses anciens lieutenants, nommé Perron, prend sa place.

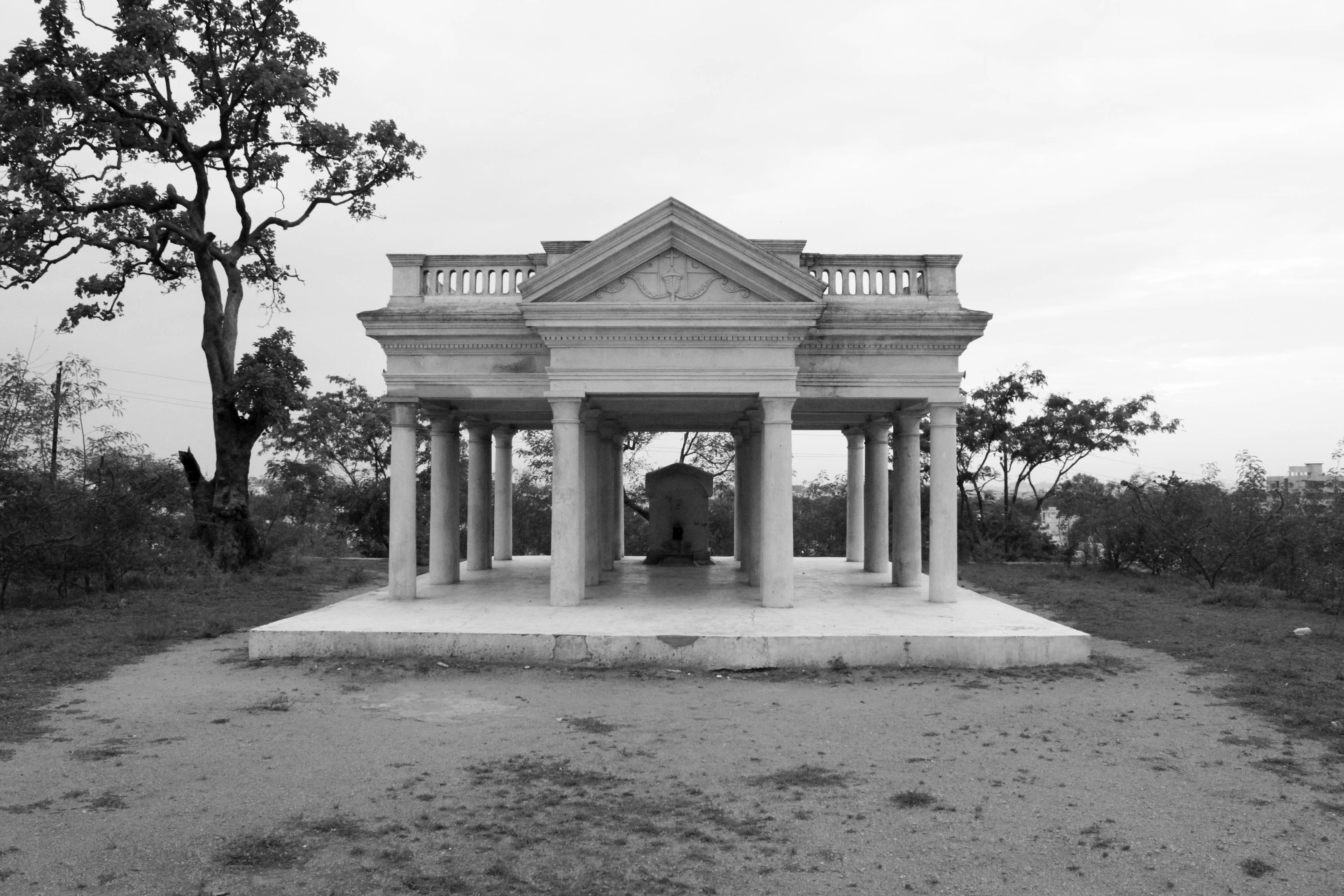
Tombeau De Raymond